# Лазарадес
Лазара̀дес (на гръцки: Λαζαράδες) е село в Република Гърция, в дем Сервия на област Западна Македония.

## География
Селото е разположено на 635 m надморска височина, на 46 km южно от град Кожани и около 30 km югозападно от град Сервия, между планините Амар бей (Архондики) на изток и Алонорахи на запад. В Алонорахи западно от Лазарадес се намира пещерата Просилио.

## История

### В Османската империя
В 1528 година Лазарадес има 41 домакинства със 185 жители.
В главната селска църква „Успение Богородично“, издигната през 1857 година, има интересни стенописи от ХІХ век. Празник на селото е и Духовден. В края на ХІХ век Лазарадес е гръцко християнско село в Серфидженската каза на Османската империя. Александър Синве ("Les Grecs de l’Empire Ottoman. Etude Statistique et Ethnographique"), който се основава на гръцки данни, в 1878 година пише, че в Лазарадес (Lazaradès) живеят 216 гърци.
На етническата карта на Македония на Васил Кънчов („Македония. Етнография и статистика“) Лазаропско (Lazaropsko) е представено като гръцко село.
На Етнографската карта на Битолския вилает на Картографския институт в София от 1901 година Лазаридис е чисто гръцко село в Серфидженската каза на Серфидженския санджак с 35 къщи.
Според статистика на Серфидженския санджак на гръцкото консулство в Еласона от 1904 година в Лазарадес (Λαζαράδες), Серфидженска каза, живеят 180 гърци елинофони християни.
Според гръцка атинска статистика от 1910 година в Лазарадес също има 180 православни гърци.

### В Гърция
По време на Балканската война на 9 октомври 1912 година настъпващите гръцки части нанасят поражение на османските войски край селото. След това в 1913 година Лазарадес влиза в състава на Кралство Гърция. Първото гръцко преброяване от 1913 година показва 129 жители.
Населението традиционно произвежда жито, тютюн и други земеделски продукти, като се занимава и със скотовъдство.
| Година    | 1913 | 1920 | 1928 | 1940 | 1951 | 1961 | 1971 | 1981 | 1991 | 2001 | 2011 | 2021 |
| --------- | ---- | ---- | ---- | ---- | ---- | ---- | ---- | ---- | ---- | ---- | ---- | ---- |
| Население | 129  | 143  | 147  | 142  | 197  | 289  | 257  | 196  | 169  | 152  | 94   | 69   |